# Daisy Junor
Pour les articles homonymes, voir Junor.
Daisy Junor [née Knezovich]  (10 juillet 1919-29 avril 2012) est une joueuse canadienne de baseball évoluant au poste de champ extérieur dans la All-American Girls Professional Baseball League,,. Sa sœur aînée Ruby Knezovich (en) a également évolué dans cette même ligue.

## Biographie
Née à Regina en Saskatchewan dans une famille de quatre enfants de Chris et Marina Knezovich, elle passe la grande majorité de sa vie en Saskatchewan, sauf à quelques reprises en hiver à Mesa en Arizona avec son époux Dave Junor.
Junor entre dans la ligue majeure féminine de baseball en 1946 avec les Blue Sox de South Bend. Jouant deux ans et demi avec cette équipe, elle se joint aux Springfield Sallies (en) en 1948 et ensuite avec les Fort Wayne Daisies (en) en 1949.
En 1988, elle reçoit la reconnaissance de la Ligue majeure de baseball en étant inscrite à l'exposition permanente Woman in Baseball au Temple de la renommée du baseball de Cooperstown dans l'État de New York.
Elle reçoit ensuite plusieurs reconnaissances dont une inscription au Saskatchewan Sports Hall of Fame en 1989, au Canadian Baseball Hall of Fame and Museum en 1998, au Regina Sports Hall of Fame en 2004 et au Saskatchewan Baseball Hall of Fame de North Battleford.
Peu avant sa mort à Regina en 2012, la ville de Regina lui rend hommage en nommant une artère Junor Drive dans le nord-ouest de la ville.